# 대한민국 국가안보실
국가안보실(國家安保室, 영어: Office of National Security, ONS)은 국가안보에 관한 대통령의 직무를 보좌하는 대한민국의 중앙행정기관이다. 실장은 장관급 정무직공무원으로, 차장은 차관급 정무직공무원으로 보한다.

## 소관 사무
- 국가안보에 관한 대통령의 직무를 보좌

## 연혁
- 2013년 3월 23일: 대통령실을 국가안보실과 대통령비서실로 분리.[4]

## 조직
실장은 대한민국 국가안전보장회의(NSC) 상임위원장을, 제1차장은 사무처장을, 안보전략비서관은 사무차장을 겸임한다. 그리고 국가위기관리센터를 두고 정보융합팀을 둔다.
제1차장 산하에 안보전략비서관실(대한민국 국가안전보장회의(NSC)사무처)ㆍ국방비서관실(방위산업담당관)을, 제2차장 산하에 외교정책비서관실(재외동포담당관)ㆍ통일정책비서관실을, 제3차장 산하에 경제안보비서관실ㆍ사이버안보비서관실을 둔다.
기타 하부조직과 분장사무는 실장이 정한다.

## 정원
국가안보실에 두는 공무원의 정원은 다음과 같다.
| 총계      | 총계              | 43명 |
| --------- | ----------------- | ---- |
| 정무직 계 | 정무직 계         | 3명  |
|           | 실장              | 1명  |
|           | 차장              | 2명  |
|           |                   |      |
| 일반직 계 | 일반직 계         | 40명 |
|           | 고위공무원단      | 15명 |
|           | 3급 이하 5급 이상 | 19명 |
|           | 6급 이하          | 6명  |

## 재정
총수입·총지출 기준 2023년 재정 규모는 다음과 같다.
| 구분     | 세입예산       | 작년 대비 증감 |
| -------- | -------------- | -------------- |
| 일반회계 | 2억 9,700만 원 | -              |
|          |                |                |
| 합계     | 2억 9,700만 원 | -              |

| 구분     | 구분     | 세출예산         | 작년 대비 증감 |
| -------- | -------- | ---------------- | -------------- |
| 일반회계 | 일반행정 | 985억 2,300만 원 | +3.09%         |
|          |          |                  |                |
| 합계     | 합계     | 985억 2,300만 원 | +3.09%         |

## 같이 보기
- 대통령
- 국가안보실장
- 국가안보실 차장
- 국가안전보장회의
- 대통령비서실
- 대통령경호처

### 내용주
1. 1 2 3  대통령비서실과 합산한 예산.

### 참조주
1. 1 2  「국가안보실 직제」 별표
2. 1 2  기획재정부. “열린재정 > 재정연구분석 > 재정분석통계 > 예산편성현황(총수입)”. 《열린재정》. 2023년 3월 8일에 확인함.
3. 1 2  기획재정부. “열린재정 > 재정연구분석 > 재정분석통계 > 세목 예산편성현황(총지출)”. 《열린재정》. 2023년 3월 8일에 확인함.
4. ↑  법률 제11690호